# 1 Is One
1 is One là một cuốn sách tranh xuất bản năm 1956, được viết và minh họa bởi Tasha Tudor, dành cho trẻ em tập đếm từ 1 đến 20. Hình ảnh minh họa đã giúp cho cuốn sách giành giải thưởng Caldecott Honor năm 1957.